# والتر اشتاینبائر
والتر اشتاینبائر (انگلیسی: Walter Steinbauer; ۲۰ ژانویهٔ ۱۹۴۵ – ۲۸ مهٔ ۱۹۹۱)از برندگان مدال‌های بازی‌های المپیک اهل آلمان بود.